# 丹舞子
丹 舞子（たん まいこ、1973年2月27日 - ）は、日本の元アナウンサー。ANN系列の福島放送とFNN・FNS系列のさくらんぼテレビジョンの両局に在籍した。

## プロフィール
山形県天童市出身。山形県立山形西高等学校、横浜国立大学卒。血液型はB型、星座は魚座、趣味はドライブ・読書・ハーブ栽培。大学を卒業後、1年半福島放送でアナウンサーとして活躍。『ふくしまニュース1番街』天気予報などを担当していた。「山形県に新しいフジテレビのネット局が出来る」という話を聞き、"地元で仕事ができたら"と、さくらんぼテレビに移籍。1999年4月同局を退社。その後、東京の制作プロダクションスタッフと結婚。

## 担当番組
福島放送時代
- 『ふくしまニュース1番街』（1996年4月 - 1996年9月）
- 『福島県政・郡山市政番組』（案内役、ナレーション）

さくらんぼテレビ時代
- 『SAYスーパータイム』（1997年3月(29日、30日、31日を除く)の試験放送期間中、サブキャスター）
- 『SAYニュース555 ザ・ヒューマン』（1997年3月31日 - 1998年3月27日、サブキャスター）
- 『SAYスーパーニュース』（1998年3月30日 - 1999年4月、サブキャスター）
- 『FNSの日・27時間テレビ』（1997年7月26日 - 7月27日、全国フリースロー大会応援）